# Pseudacteon javensis
Pseudacteon javensis är en tvåvingeart som först beskrevs av Charles Thomas Brues 1915.  Pseudacteon javensis ingår i släktet Pseudacteon och familjen puckelflugor. Inga underarter finns listade i Catalogue of Life.